# Lower North Branch Little Southwest Miramichi River
Der Lower North Branch Little Southwest Miramichi River ist ein linker Nebenfluss des Little Southwest Miramichi River in der kanadischen Provinz New Brunswick.

## Flusslauf
Der Flusslauf liegt im Westen des Northumberland County im zentralen Norden der Provinz. Der Lower North Branch Little Southwest Miramichi River entspringt nördlich des Mount Donder auf einer Höhe von 660 m. Der Fluss fließt in überwiegend südsüdöstlicher Richtung. Er mündet schließlich nach etwa 50 km Fließstrecke auf einer Höhe von 160 m in den Little Southwest Miramichi River, 49 km oberhalb dessen Mündung in den Northwest Miramichi River. Der Fluss weist zahlreiche Stromschnellen auf.
Der Lower North Branch Little Southwest Miramichi River ist ein Laichgewässer des Atlantischen Lachses.